# Папа Иноћентије VI
Папа Иноћентије VI, рођен као Етјен Ауберт (1282 или 1295, Монт-12. септембра 1362, Авињон), био је пети авињонски папа.

## Младост
Као млад је предавао грађанска права у Тулузи. После тога је дошао на највећи правосудни положај. Године 1338. постао је бискуп у Нојону, 1340. у Клермону, кардинал-свештеник 1342. године, а 1352. кардинал-бискуп у Остији.

## Понтификат

### Унутрашња политика
18. децембар 1352. године је, због своје моћи, изабран за папу. Убрзо после његовог крунисања у Авињону, оне које је његов претходник прогласио блаженима је прогласио неблаженима. Избацио је луксуз из своје палате у Авињону и реформисао је правосуђе тако да буде непристрасно. Сменио је неке кардинале. За време његовог понтификата приходи Папске државе су били добри, али околни племићи су искористили одсуство папе у италијанској Папској држави и нападали је. Због тога је Иноћентије послао Жила де Алборноза, који је са својом огромном војском извојевао победу и проширио Папску државу, на дотад највећу територију.

### Спољна политика
Године 1355., на Васкрс, по одобрењу папе кардинал Остије је крунисао Карла IV Луксембуршког, за цара Светог римског царства зато што папа није хтео да се враћа у Рим. Следеће године Карло је издао своју златну булу, којом је реформисао избор краљева Римљана. Том булом су изостављени из избора мање битни кнежеви. Папа је протестовао против буле јер су у њој изостављени папски захтеви. Односи између папства и цара су се још више заоштрили када је 1359. године Карло реформисао свештенство Светог римског царства, али ти односи се никад нису превише заоштравали.
Године 1360. Иноћентије је успешно посредовао за мир између Француске и Енглеске између којих се водио Стогодишњи рат. После тога је почело утврђивање бедема Авињона. Meђутим, пре него што је утврђивање завршено град је био нападнут и Иноћентије је морао платити много новца да би се град ослободио опсаде. Покушавао је и да помири Круну Арагона са Круном Кастиље и да се тако заврши Рат два Педра. Неуспешно је покушавао да сазове нови крсташки рат и да уједини источну и западну хришћанску цркву.
Улазио је и у сукобе са Ричардом Фицралфом, надбискупом Арме.

## Смрт
Иноћентије је преминуо 12. септембра 1362. године у Авињону, а на месту авињонског папе га је наследио Урбан V. Иако се бавио непотизмом он спада у једног од најбољих авињонских папа, због свог меценатства и моралности.